# Kandidátka Marjana Šarece
Kandidátka Marjana Šarece (slovinsky: Lista Marjana Šarca, též LMŠ) je slovinská sociálně-liberální politická strana, která je založena na hodnotách křesťanské levice. Založena byla v roce 2014 komikem, hercem, politikem a prezidentským kandidátem z roku 2017 Marjanem Šarcem. V září 2018 se stala součástí slovinské vládní koalice.